# 야잠견

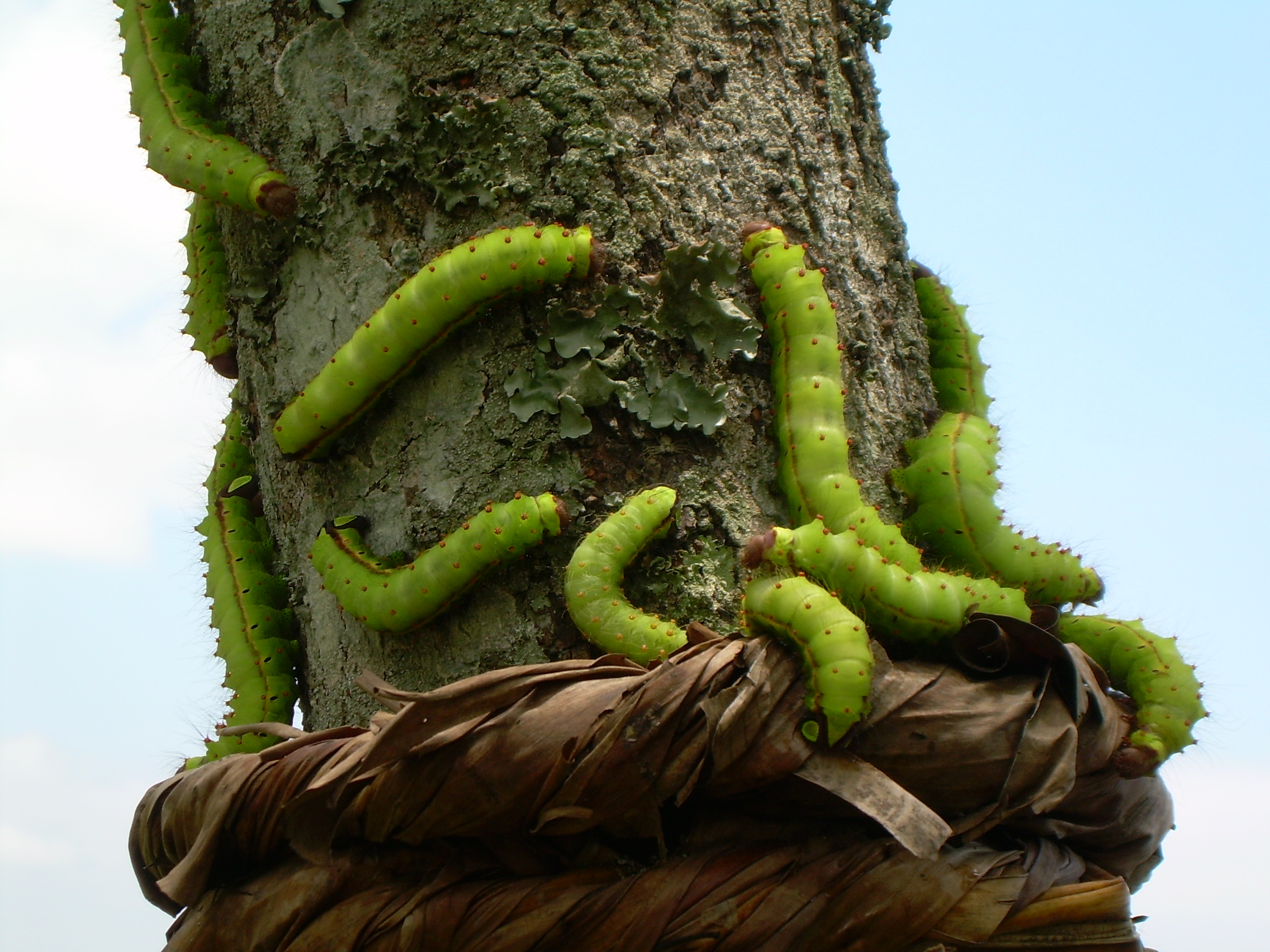

야잠견(野蠶絹, 영어: Wild silk)은 야생에서 채집한 견섬유을 가리킨다.

## 일본
일본의 야잠견 텐산시는 참나무산누에나방의 번데기에서 뽑은 천연 섬유이다.

## 인도
인도의 야잠견에는 투사르견과 에리견이 있다.

## 참고 자료
1. ↑  일본에서 낚싯줄이나 의료용 봉합실 등으로 쓰이는 테구스(일본어: 天蚕糸)는 원래 타이완의 풍잠(일본어: 楓蚕, 중국어 정체자: 四黑目天蠶蛾[1])과 일본의 장잠(일본어: 樟蚕)에서[2] 추출한 테구스산(일본어: テグスサン)이라는 섬유에서 나왔다.